# Волнины
Волнины  — древний русский дворянский род.

## История рода
Дьяк Григорий Иванович Волнин ездил к Золотоордынскому хану Ахмату (1472), в Литву (ранее 1488). Матвей Волнин Владел поместьем в Шелонской пятине (1498).
Михаил Волнин с четырьмя сыновьями владел поместьем в Шелонской пятине (1555). Казачий атаман Казарин Волнин упоминается на службе в Сибири (1598-1599). Князем А.В. Елецким послан "в верх по Иртышу" с десятью казаками в экспедицию против Кучума, а затем (вероятно, что с сеунчем) отправлен в Москву, откуда привёз деньги, жалованные участникам успешного похода.
Бузеев Семён Афанасьевич Волнин получил денежную придачу за Псковскую службу (1614). Иван Андреевич, Иван Васильевич, Агафья и Марфа Волнины упоминаются в Новгородской писцовой книге (1626-1627).
Дворянин Артемий Волнин вместе с женой Татьяной упомянут в газете "Санкт-Петербургские Ведомости", у них сын юнкер, чиновник юстиц-коллегии Панкратий (1761-1775).